# Dinero, crédito bancario y ciclos económicos
Dinero, crédito bancario y ciclos económicos es un tratado de teoría monetaria y teoría bancaria publicado en 1998 por el economista español Jesús Huerta de Soto. En el libro Huerta de Soto sostiene que un sistema bancario en libre competencia puede funcionar, y ha funcionado antes, evitando la inflación y los ciclos económicos que se han atribuido al libre mercado desde otras teorías económicas. El autor sostiene que la inestabilidad económica de los últimos doscientos años tiene su origen en el control gubernamental del sistema bancario —la colusión entre el banco central y los banqueros privados— a partir del abandono del coeficiente de caja del 100 % para los depósitos a la vista y su reemplazo por la reserva fraccionaria de los depósitos.
El libro expone una defensa de la teoría austriaca del ciclo económico continuando la perspectiva de Murray Rothbard sobre el tema (ver Acusación contra la Reserva Federal), abolición del banco central y aplicación de la reserva completa del depósito bancario, ampliando la perspectiva de esta teoría desde los principios generales del derecho del derecho romano, la teoría bancaria de la escuela salmantina y la jurisprudencia británica (Ley de Peel). El tratado manifiesta la importancia de un sistema financiero sólido para la prosperidad de la sociedad. Expone también las diferencias entre esta macroeconomía del dinero y de la banca frente a la economía neoclásica, la teoría keynesiana, y el sector de la escuela austriaca que defiende la aplicación de la banca libre con reserva fraccionaria encabezada por George Selgin y Lawrence H. White con quienes ha establecido un continuo debate intelectual. Huerta de Soto también presenta un programa de reformas sucesivas para la introducción de un sistema de libre competencia bancaria con reservas de 100 % en los depósitos.
Dinero, crédito bancario y ciclos económicos es publicado en español por Unión Editorial y va por su quinta edición (2011), y fue publicado en inglés por el Mises Institute en 2006. El libro se ha traducido en total a 21 idiomas. Andre Azevedo Alves y Jose Moreira afirman que Huerta de Soto ha escrito el «análisis más completo e integrado de las teorías bancarias» de la Escuela de Salamanca. El académico Leland B. Yeager llamó al libro "el tratamiento más a fondo impreso de las ideas austriacas sobre la banca y el ciclo económico". El excongresista estadounidense Ron Paul respalda el punto de vista de Huerta de Soto de que la reserva fraccionaria es la causa de la inestabilidad financiera, Jörg Guido Hülsmann ha dicho que este es el trabajo más importante sobre dinero y banca que aparece desde 1912, cuando se publicó la Teoría del Dinero y del Crédito de  Mises y cambió la forma en que todos los economistas pensaban sobre el tema.
Sus cinco contribuciones principales:
- Una reconstrucción completa del marco legal para el dinero y la banca, desde el mundo antiguo hasta los tiempos modernos.
- Una aplicación de la lógica de la ley y la economía a la banca que vincula el análisis microeconómico con los fenómenos macroeconómicos.
- Una crítica exhaustiva de la banca de reserva fraccionaria desde el punto de vista de la historia, la teoría y la política.
- Una aplicación de la crítica austriaca del socialismo a la banca central.
- La visión más completa de la empresa bancaria desde el punto de vista del emprendimiento basado en el mercado.